# E.H. Roelfzema
E.H. Roelfzema (pseudoniem van Erik Hazelhoff Roelfzema jr.; Den Haag, 17 februari 1947 – Kockengen, 11 februari 2010) was een Nederlands/Amerikaans schrijver, dichter, beeldend kunstenaar, tekstschrijver en musicus. In zijn beeldende kunst gebruikte hij technieken als wasschilderen en het werken met kunsthars (zowel panelen als gietsels). 
Hij maakte uitgebreide reizen en van 1970 tot 1990 was hij achtereenvolgens boer, visser en surfer op Hawaï’s Big Island. In 1990 keerde hij terug naar Nederland en trouwde hij met fotografe Patricia Steur die naar Hawaï was gekomen om zijn vader te fotograferen. Zijn vader, Erik Hazelhoff Roelfzema sr., was auteur van het boek Soldaat van Oranje, in 1977 verfilmd door Paul Verhoeven met Rutger Hauer in een van de hoofdrollen. Als tekstschrijver en musicus werkte E.H. Roelfzema onder andere samen met de ensembles Roll en Pizza Delivery Boys. De band Golden Earring nam meerdere teksten van hem op, waaronder het bekende The Naked Truth.

## Tentoonstellingen
- Redwater Gallery, Hawaii (1987)
- Kohala Art Center, Hawaii (1989)
- De Twee Pauwen, Den Haag (1995)
- Galerie Dante, Amsterdam (1996)
- Galerie Donkersloot, Amsterdam (1997)
- Studio Pim van der Donk, Amsterdam (1997)
- Galerie N.P.N., Naaldwijk (1998)
- Galerie Peter Leen, Breukelen (1998)
- Galerie Jutta Bauer, Nijmegen (1998)
- Soho Gallery, Den Haag (1999)
- SLB Art Gallery, Zeewolde (2000)
- Soho Gallery, Den Haag (2000)
- Museum Kasteel, Wijchen (2001)
- Stadsmuseum, Zoetermeer (2002)

## Discografie
- Golden Earring The Naked Truth (album) (1992)
- Pizza Delivery Boys On 42nd Street (single) (1993)
- Golden Earring Face It (album) (1994)
- MC Nukemaster Get Back, Chirac (single) (1995)
- Golden Earring Paradise In Distress (album) (1999)
- Eddie C. Take Me As I Am (album) (2000)
- Roll Crossroads (album) (2003)
- Golden Earring Live in Ahoy (album/DVD) (2006)
- George Kooymans & Frank Carillo On Location (album) (2010)
- Nick Vernier Band Sessions (album) (2010)

- Gemeinsame Normdatei: 173962254
- International Standard Name Identifier: 0000 0003 7186 2065
- MusicBrainz: c2cab6db-c340-440d-9525-7e87224280db
- Nederlandse Thesaurus van Auteursnamen: 12534323X
- Virtual International Authority File: 209339446
- WorldCat: E39PBJyrTThbYd3cDfWTPmj9jC